# Yokosuka K2Y
Yokosuka K2Y (яп. 三式陸上初歩練習機, Літак початкової підготовки морський Тип 3) — серійний навчальний літак Імперського флоту Японії періоду 1920-1940-х років.

## Історія створення
На початку 1920-х років японський флот розпочав бурхливий розвиток. Поряд з іншими типами кораблів будувались авіаносці. Для підготовки льотчиків флот потребував навчальних літаків. Оскільки японська авіаційна промисловість робила тільки перші кроки, було вирішено закупити літаки за кордоном. Зокрема, у Великій Британії було закуплено 30 літаків Авро 504 - 20 літаків з колісним шасі Avro 504L та 10 поплавкових Avro 504S. Ці літаки, хоча й були застарілими (вони були розроблені ще до початку Першої світової війни), але були надійними, простими в управлінні та ідеально підходили для навчання пілотів, оскільки були досить універсальними для навчання різним задачам, які могли виникнути перед льотчиками.
Оскільки 30 літаків було явно недостатньо, командування флоту домовилось про ліцензійний випуск літаків в Японії. Випуск розпочався у 1922 році на фірмі Nakajima. За 2 роки було випущено 250 літаків Avro 504 в різних варіантах, ще 30 літаків випустила фірма Aichi. Варіант з колісним шасі отримав позначення «Avro L», гідроваріант - «Avro S». 
Літаки Avro були настільки вдалими, що на їх базі у 1928 році була здійснена спроба модернізувати англійську машину. Цьому сприяла також невдоволеність літаком Yokosuka K1Y - загалом хорошою машиною, яка, проте мала ненадійний двигун. В цей час з'явилась нова версія літака, Avro 504N. У 1928 році була укладена угода про ліцензійний випуск літака в Японії. Літак отримав назву «Літак початкової підготовки морський Тип 3 Модель 1» (або K2Y1). Випуск розпочався у 1930 році на заводах фірми Kawanishi, пізніше до виготовлення залучили фірми Mitsubishi та Watanabe.
На цих літаках стояв двигун Armstrong Siddeley "Lynx" IVC потужністю 130 к.с. У 1932 році з'явилась модель з японським двигуном Gasuden Jinpu Model 2 потужністю 160 к.с., яка отримала назву «Літак початкової підготовки морський Тип 3 Модель 2» (або K2Y2).
Були здійснені спроби обладнати літаки K2Y поплавковим шасі, але вони виявились невдалими.
Всього було випущено 360 літаків усіх модифікацій.

## Тактико-технічні характеристики (K2Y2)

### Технічні характеристики
- Екіпаж: 2 чоловік
- Довжина: 8,60  м
- Висота: 3,13 м
- Розмах крил: 10,90 м
- Площа крил: 29,43 м ²
- Маса пустого: 567 кг
- Маса спорядженого: 890 кг
- Двигуни:  1 х Gasuden Jinpu Model 2
- Потужність: 160 к. с.

### Льотні характеристики
- Максимальна швидкість: 159 км/г
- Крейсерська швидкість: 138 км/г
- Дальність польоту: 419 км

## Модифікації
- K2Y1 — варіант з двигуном Armstrong Siddeley "Lynx" IVC (130 к.с.)
- K2Y2 — варіант з двигуном Gasuden Jinpu Model 2 (160 к.с.)

## Історія використання
Літаки K2Y завдяки своїй простоті та надійності тривалий час були навчальними машинами початкової підготовки в японському флоті. Вони випускались серійно більше 10 років. K2Y були на активній службі до 1943 року, але так і не були остаточно витіснені сучаснішими літаками до кінця війни.